# Злой Пор
Пор (др.-греч. Πῶρος) — индийский правитель IV века до н. э.

## Биография
Его личное имя неизвестно, а данное античными авторами, как и для многих других индийских раджей, по мнению В. Хеккеля, происходит от названия народа, которым он правил — пауравов, живших на территории к востоку от реки Акесин. По предположению же Бохлена, «Пор» является искажением санскритского слова «пауруша» — «герой». Источники называют этого Пора «злым», отличая от его тёзки — согласно Страбону и Диодору Сицилийскому, двоюродного брата. При этом кузены находились во враждебных отношениях друг с другом. Берве считает, что «злой» Пор подчинялся своему брату, хотя В. Хеккель относится к этому критически. Диодор Сицилийский называет «злого» Пора басилевсом. Арриан же использует термин «гипарх», который обычно у него тождественен сатрапу. По мнению А. Босворта, вероятно, что македоняне и греки считали индийских правителей подданными державы Ахеменидов.
Узнав о вторжении в Индию войска Александра Македонского, «злой» Пор направил к нему послов с извещением о покорности. Как указывает Арриан, «сделано это было скорее из ненависти к Пору, чем из дружественного расположения к Александру». По мнению В. Хеккеля, возможно, «злой» Пор рассчитывал получить часть земель своего родственника, отказавшегося признать власть македонян. Однако после битвы при Гидаспе, произошедшей в июле 326 года до н. э. и закончившейся поражением индийцев, Александр милостиво отнёсся к своему противнику, не только сохранив за ним его земли, но и присоединив ряд других. Узнав об этом, «злой» Пор «испугался, и не столько Александра, сколько своего тёзки» и скрылся со своими сторонниками. По свидетельству Диодора Сицилийского, он бежал к гандаридам. Хотя, согласно Страбону, гандаридами правил сам «злой» Пор. По мнению А. Босворта, неточность допущена Диодором, и беглецы направились к Нандам. Александр, расценив такое поведение как предательство, направил отряды под началом Гефестиона для того, чтобы они передали царство изменника Пору.
По предположению А. Босворта, впоследствии «злой» Пор появляется при дворе Чандрагупты. Однако В. Хеккель считает это не более, чем гипотезой.